# Dodecaedro metabiaumentato
In geometria solida, il dodecaedro metabiaumentato è un poliedro con 20 facce che può essere costruito, come intuibile dal suo nome, aumentando un dodecaedro regolare facendo combaciare due delle sue facce separate da una faccia (quindi né opposte né adiacenti) con la base di due piramidi pentagonali.

## Caratteristiche
Nel caso in cui le piramidi pentagonali sopraccitate abbiano come facce laterali dei triangoli equilateri, il dodecaedro metabiaumentato creato è uno dei 92 solidi di Johnson, in particolare quello indicato come J60, ossia un poliedro strettamente convesso avente come facce dei poligoni regolari ma comunque non appartenente alla famiglia dei poliedri uniformi, ed è il terzo di una serie di sette solidi platonici modificati tutti facenti parte dei solidi di Johnson.
Per quanto riguarda i 22 vertici di questo poliedro, su 10 di essi incidono tre facce pentagonale, su 10 incidono due facce pentagonali e due triangolari e sugli ultimi due vertici incidono cinque facce triangolari.

## Formule
Considerando un dodecaedro metabiaumentato avente come facce dei poligoni regolari aventi lato di lunghezza {\displaystyle a}, le formule per il calcolo del volume {\displaystyle V} e della superficie {\displaystyle A} risultano essere:
{\displaystyle V={\frac {a^{3}}{6}}\left(25+11{\sqrt {5}}\right)\approx 8,2661246\ldots a^{3};}
{\displaystyle A={\frac {5}{2}}\left({\sqrt {3}}+{\sqrt {25+10{\sqrt {5}}}}\right)a^{2}\approx 21,5349010\ldots a^{2}.}

## Poliedri correlati
Il dodecaedro metabiaumentato può essere ancora aumentato o diminuito utilizzando una piramide a base pentagonale e formando, rispettivamente, un dodecaedro triaumentato o un dodecaedro aumentato, anch'essi facenti parte dei solidi di Johnson. Nel caso limite in cui a tutte le facce del dodecaedro si aggiungesse una piramide pentagonale si verrebbe a creare un pentakis dodecaedro, ossia il Kleetopo di un dodecaedro, che però non è un solido di Johnson.